# Čistá duše
Čistá duše je americký film z roku 2001 založený na životním příběhu Johna Forbese Nashe, držitele Nobelovy ceny za ekonomii. Film byl režírován Ronem Howardem a scénář napsal Akiva Goldsman. Byl inspirován bestsellerem stejného názvu Sylvie Nasar z roku 1998. Ve filmu hrají Russell Crowe po boku s Jennifer Connelly, Edem Harrisem, Christopherem Plummerem a Paulem Bettanym.
Příběh začíná v mládí schizofrenického génia Johna Nashe. Na začátku filmu se u Nashe začne vyvíjet paranoidní schizofrenie a začne trpět bludy, což působí problémy jeho manželce a přátelům.
Film měl premiéru 21. prosince 2001 v USA. Kritika ho přijala kladně, celosvětově utržil přes 170 milionů dolarů a získal čtyři Oscary: za nejlepší film, nejlepší režii, nejlepší adaptovaný scénář a nejlepší ženský herecký výkon ve vedlejší roli. Navíc byl nominován na Oscary za nejlepší mužský herecký výkon v hlavní roli, nejlepší střih, nejlepší masky a nejlepší hudbu. Film je kritizován za nesprávné zobrazení některých aspektů Nashova života. Ve filmu jsou např. jeho halucinace zobrazeny jako optické i sluchové, ve skutečnosti byly jen sluchové.

## Obsazení
| Russell Crowe       | John Forbes Nash                                        |
| Jennifer Connelly   | Alicia Nash                                             |
| Paul Bettany        | Charles Herman, Nashův spolubydlící                     |
| Ed Harris           | William Parcher, vládní agent                           |
| Josh Lucas          | Martin Hansen, Nashův rival                             |
| Adam Goldberg       | Sol, Nashův přítel a spolupracovník na MIT              |
| Anthony Rapp        | Bender, Nashův přítel a spolupracovník na MIT           |
| Vivien Cardone      | Marcee, Charlesova neteř                                |
| Christopher Plummer | Dr. Rosen, Nashův doktor v psychiatrické léčebně        |
| Judd Hirsch         | Helinger, vedoucí princetonského matematického oddělení |
| Jason Gray-Stanford | Ainsley Neilson, profesor kryptografie                  |